# دیاس
دیاس (انگلیسی: Dyas) شرکت پالایش نفت هلندی است، که در سال ۱۹۶۳ تأسیس شد.